# Stuart Erwin
Stuart Erwin (Squaw Valley, 14 febbraio 1903 – Beverly Hills, 21 dicembre 1967) è stato un attore statunitense.

## Biografia
Esordì nel cinema nel 1928, comparendo in decine di film in ruoli secondari. 
È apparso inoltre in numerose serie televisive, quali Perry Mason, Il dottor Kildare, Gunsmoke, Bonanza, Lassie.
Fu candidato all'Oscar come migliore attore non protagonista per Pigskin Parade (1936) di David Butler, con Betty Grable e Judy Garland.

## Filmografia parziale

### Cinema
- Giorni felici (Happy Days), regia di Benjamin Stoloff (1929)
- L'intrusa (The Trespasser), regia di Edmund Goulding (1929)
- I due rivali (The Cock-Eyed World), regia di Raoul Walsh (1929)
- Rivincita (Speakeasy), regia di Benjamin Stoloff (1929)
- Il sottomarino (Men Without Women), regia di John Ford (1930)
- L'aquila grigia (Young Eagles), regia di William A. Wellman (1930)
- Two Kinds of Women, regia di William C. de Mille (1932)
- L'usurpatore (Strangers in Love), regia di Lothar Mendes (1932)
- The Misleading Lady, regia di Stuart Walker (1932)
- L'uomo che voglio (Hold Your Man), regia di Sam Wood (1933)
- Il ritorno della straniera (The Stranger's Return), regia di King Vidor (1933)
- Verso Hollywood (Going Hollywood), regia di Raoul Walsh (1933)
- International House, regia di Edward Sutherland (A. Edward Sutherland) (1933)
- Viva Villa!, regia di Jack Conway (1934)
- Bachelor Bait, regia di George Stevens (1934)
- Incatenata (Chained), regia di Clarence Brown (1934)
- Lo scandalo del giorno (After Office Hours), regia di Robert Z. Leonard (1935)
- Brume (Ceiling Zero), regia di Howard Hawks (1936)
- Pigskin Parade, regia di David Butler (1936)
- Alta tensione (Slim), regia di Ray Enright (1937)
- Invito alla felicità (Small Town Boy), regia di Glenn Tryon (1937)
- Un caso fortunato (Mr. Boggs Steps Out), regia di Gordon Wiles (1938)
- La nostra città (Our Town), regia di Sam Wood (1940)
- Sposa contro assegno (The Bride Came C.O.D.), regia di William Keighley (1941)
- Solo il cielo lo sa (Heaven Only Knows), regia di Albert S. Rogell (1947)
- L'uomo che era solo (Father Is a Bachelor), regia di Abby Berlin e Norman Foster (1950)
- Professore a tuttogas (Son of Flubber), regia di Robert Stevenson (1963)
- Le disavventure di Merlin Jones (The Misadventures of Merlin Jones), regia di Robert Stevenson (1964)

### Televisione
- Mio padre, il signor preside (The Stu Erwin Show) – serie TV, 130 episodi (1950-1955)
- Crossroads – serie TV, episodio 2x38 (1957)
- Pursuit – serie TV, episodio 1x01 (1958)
- Thriller – serie TV, episodio 1x08 (1960)
- Ripcord – serie TV, episodio 1x01 (1961)
- Perry Mason – serie TV, 4 episodi (1961-1965)
- Il magnifico King (National Velvet) – serie TV, episodio 2x26 (1962)
- General Electric Theater – serie TV, episodio 10x32 (1962)
- Bonanza – serie TV, episodio 7x22 (1966)
- Il virginiano (The Virginian) – serie TV, episodio 5x17 (1967)

## Doppiatori italiani
- Carlo Romano in Viva Villa! (riedizione 1950)
- Max Calandri in Incatenata
- Giorgio Capecchi in Sposa contro assegno